# Nicolino Calyo
Nicolino Calyo, né en 1799 dans le royaume de Naples et mort le 9 décembre 1884 à New York, est un peintre italo-américain surtout reconnu pour ses représentations du grand Incendie de New York de 1835 et ses vues de la ville.
Il entame une formation artistique interrompue en 1821, après sa participation à une insurrection contre le roi Ferdinand Ier. Contraint à l’exil, il parcourt l’Europe avant de s’installer en Espagne, d’où il émigre aux États-Unis à la suite de la première guerre carliste. Il arrive à Baltimore, puis s’établit définitivement à New York.
Témoin de l’incendie de 1835, il en propose une série de 22 œuvres et réalise de nombreuses scènes urbaines, dont Cries of New York, série d’aquarelles consacrée aux petits métiers. Il emploie fréquemment la gouache et travaille divers genres, tels que le paysage ou le portrait. Sa production lui vaut une certaine renommée de son vivant, notamment grâce à ses toiles sur l’incendie. Il meurt à New York le 9 décembre 1884.

## Biographie

### Europe

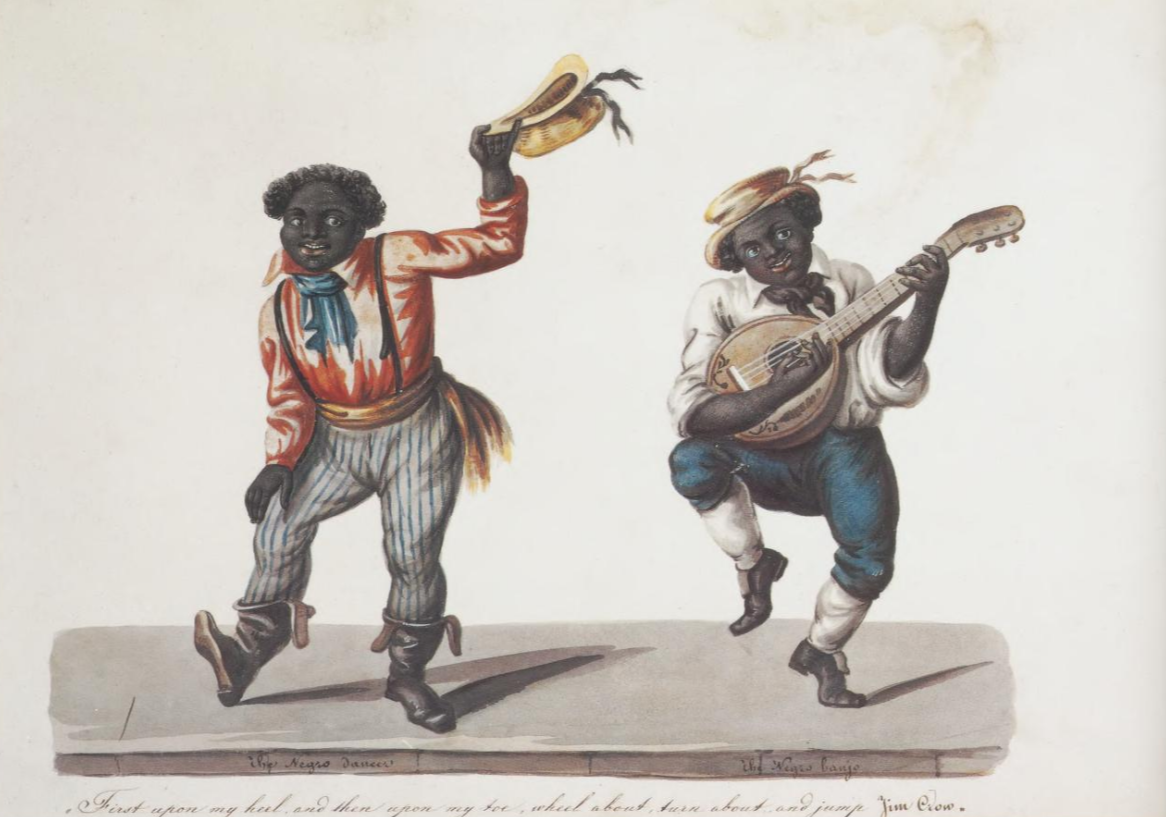
Negro Dancer and Banjo Player, 1835.

Calyo naît en 1799 dans le royaume de Naples, au sein d’une famille aristocratique. Fils de Giuseppe et Maria Calyo,, il entreprend une formation artistique à l’Académie des beaux-arts de Naples, qu’il poursuit jusqu’en 1820. Cette même année, il prend part au soulèvement politique dirigé contre le roi Ferdinand Ier, événement déterminant au cours duquel il rencontre Laura, une femme d’origine corse qui devient son épouse. À la suite de l’échec de l’insurrection, Calyo quitte Naples en 1821 pour fuir la répression,. Il entame alors un vaste périple à travers l’Europe, jalonné de séjours dans des villes telles que Rome, Athènes, Paris, Palerme, Grenade et Gibraltar. Ses œuvres ultérieures, représentant ces divers lieux, attestent de ses passages. Durant ces années d’errance, il poursuit sa formation artistique, tout en affinant son style et ses compétences techniques,.
En 1829, Calyo s’établit à Malte avec son épouse et leurs deux enfants, John et Elisabeth. Il y enseigne le dessin et se lie d’amitié avec d’autres réfugiés italiens, ainsi qu’avec Frederick Cavendish Ponsonby, gouverneur de l’île. C’est à Malte que naît son troisième enfant, Joseph, le 2 juillet 1832. Peu de temps après, la famille s’installe en Espagne, où elle réside jusqu’en septembre 1833. Ce même mois, le déclenchement de la première guerre carliste pousse Calyo à reprendre le chemin de l’exil,.

### États-Unis

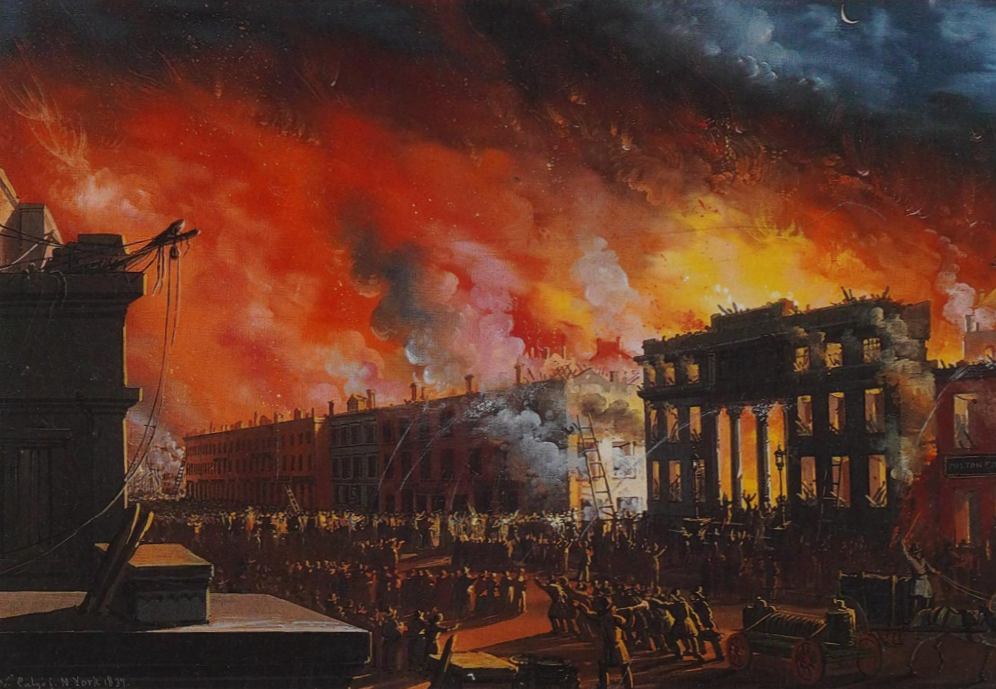
View of the Great Fire in New York, peint en 1837.

Après avoir quitté l’Espagne et fait escale aux îles Canaries puis au Cap-Vert , Nicolino Calyo arrive aux États-Unis en 1834, probablement en accostant à Baltimore,. Il y établit un atelier, et le 31 août de la même année, il achève une commande de Thomas Edmondson : View of Harlem, une peinture représentant la propriété des Edmondson à Baltimore,. Entre le début et le milieu de l’année 1835, il organise plusieurs expositions de ses vues européennes, qui rencontrent un vif succès auprès du public local. C’est également à Baltimore, en 1835, que naît son quatrième enfant, Hannibal.
Calyo quitte Baltimore en juin de cette année-là et se rend à Philadelphie, une ville qu’il représente à de nombreuses reprises dans ses œuvres,. Il s’installe ensuite à New York à la fin de l’année 1835. Peu après son arrivée, la ville est frappée par le grand incendie de New York, qui ravage d’importants quartiers. Témoin direct du sinistre, Calyo réalise pas moins de vingt-deux œuvres illustrant la catastrophe et ses conséquences,. Ces tableaux comptent parmi les plus célèbres de l’artiste, et lui valent une certaine notoriété. Outre ses représentations du grand incendie, il peint également de nombreuses scènes d’autres incendies et explosions, notamment les éruptions du Vésuve.

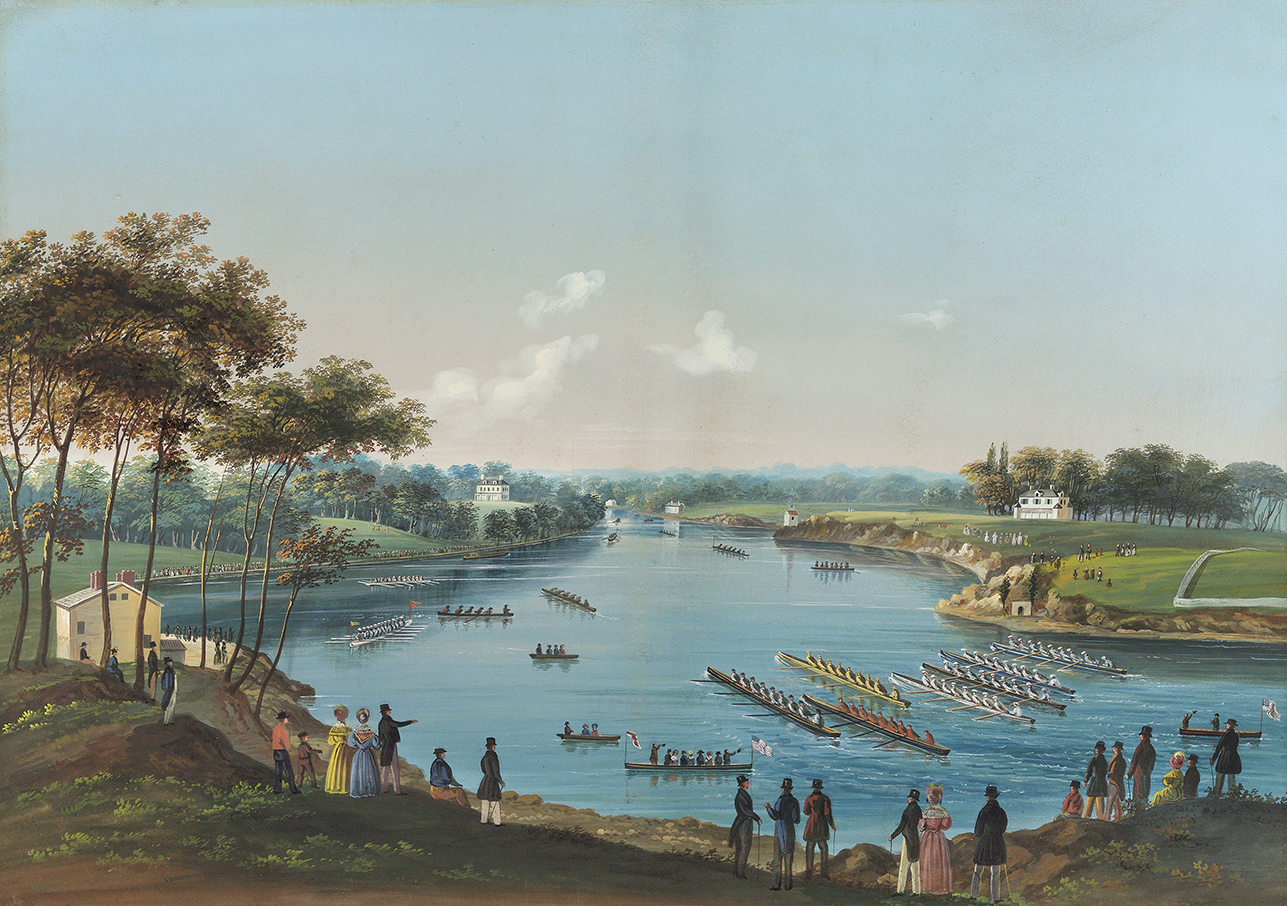
The First Schuylkill Regatta, c. 1835.

À New York, Nicolino Calyo crée une série d’aquarelles intitulée Cries of New York,, qui représente principalement les classes populaires de la ville, telles que ramoneurs, livreurs de lait et artistes de minstrel .Cette série, aux côtés de ses œuvres sur le grand incendie, constitue l’une de ses réalisations les plus remarquées,,. Parallèlement, il expose régulièrement divers panoramas, dont des vues du fleuve Connecticut et des scènes de la guerre américano-mexicaine,. Reconnu pour son expertise en authentification et restauration de tableaux, Nicolino Calyo est salué par l’écrivain Shearjashub Spooner comme « un érudit accompli, un artiste véritable [et] un connaisseur avisé ».
Le New York Daily Tribune qualifie la demeure de Calyo de « musée de curiosités », où il reçoit régulièrement des réfugiés européens, dont des personnalités telles que Giuseppe Garibaldi et Louis Napoléon. Ses fils John et Hannibal deviennent peintres, tandis que Joseph se spécialise en joaillerie,. Calyo collabore étroitement avec sa famille, notamment avec son gendre Giuseppe Allegri, et fonde à New York la société N. Calyo and Son, qui dispense des cours d’art et réalise des commandes. Dès 1867, Nicolino Calyo soutient activement les expositions de la société américaine d'aquarelle.
Il quitte New York à deux reprises pour occuper le poste de peintre officiel auprès de la reine Marie-Christine de Bourbon-Siciles, autour de 1842 puis jusqu’en 1874, avant de revenir aux États-Unis,, bien que ces séjours soient difficiles à confirmer, Marie-Christine étant alors en exil à Paris. Outre New York, Baltimore et Philadelphie, Calyo travaille également à Charleston et Richmond. Sa femme Laura meurt en 1881, et lui-même s’éteint à New York le 9 décembre 1884, à 85 ans,.

## Œuvres
Nicolino Calyo se distingue principalement par sa maîtrise de la gouache, qu’il emploie dans de nombreuses œuvres,, dont une série sur le grand Incendie de New York, ainsi que des vues urbaines de New York et de Baltimore. Il explore également l’aquarelle, notamment dans sa série Cries of New York. Son œuvre, d’une grande diversité, comprend paysages, portraits, miniatures, panoramas et gravures. De son vivant, il bénéficie d’une certaine reconnaissance : en 1835, le Baltimore American souligne l’estime que lui portent les cercles cultivés de la ville, tandis que l’historien de l’art Guy McElroy affirme qu’il a accédé rapidement à une large notoriété grâce à ses représentations du grand Incendie.